# Nature Communications
Nature Communications is een internationaal wetenschappelijk tijdschrift op het gebied van de multidisciplinaire wetenschap op basis van peerreview (collegiale toetsing). De naam wordt in literatuurverwijzingen meestal afgekort tot Nat. Comm.. Het tijdschrift is opgericht in 2010 en wordt uitgegeven door Nature Publishing Group. Het wordt alleen online uitgegeven en er verschijnen geen losse nummers: elk artikel wordt gepubliceerd zodra het geaccepteerd en vormgegeven is. De impactfactor in 2014 was 11.47.